# フラワーショウ
フラワーショウ（ふらわーしょう）は、松竹芸能に所属していた浪曲漫才トリオ。テーマ曲は「道頓堀行進曲」「〽 ようこそ～ 皆さま～ ご機嫌宜しゅう～。 歌って～ 笑って～ フラワーショウ～。 どうぞ～ 宜しく～ 願います～。」。1961年10月結成、2006年解散。

## メンバー
- 華ぼたん（はな ぼたん、本名：木下恒子、1927年12月21日 - 1989年5月29日、和歌山県出身） - 三味線担当、和服。立ち位置は向かって中央。

浪曲師・吉田天洋の娘、6歳で初舞台。吉田奈良千代門下で修行を積み吉田駒千代を名乗る。長じて36歳で西川ヒノデに誘われ、歌謡浪曲カルテットの『西川ヒノデショウ』に加入、ヒノデと結婚して二代目西川サクラになり、夫婦漫才『西川ヒノデ・サクラ』（第二期）で数年間活動。
ヒノデとの離婚を期に、自らのトリオ『フラワーショウ』で独立。浪曲で鍛えた喉で聴かせ、永年大看板を張るが、次第に仕事が減ってきてリーダーとしての責任を感じた末に鬱病をこじらせ、1989年5月に琵琶湖で入水自殺。享年61。
- 華ばら（はな ばら、本名：木下千鶴子、1936年4月28日 - 2006年10月7日、兵庫県神戸市出身） - ギター担当、洋服、パンチパーマ風。立ち位置は向かって左。

1961年に西川ヒノデの門下となる。1年程修行し後にぼたんの養女となる。1962年10月神戸松竹座で初舞台。ぼたん亡き後もフラワーショウの看板を守った。テンポのいいしゃべくりが特徴。2006年10月に肝不全のため死去、享年70。
- 華あやめ（はな あやめ、本名：山下ルリ子、1940年10月30日 - 2016年3月9日）- 立ち位置は向かって右。

浪曲師・杉原五月の娘。初代日吉川秋斎に預けられ、13歳で島川八代名の名で初舞台。日吉川系の『ジョウサンズ』ではなく、フラワーショウの立ち上げに参加した。1966年脱退し島川あゆみの名で東五九童の相方を務めたが、結婚を機に廃業した。享年75歳
- 華ゆり（はな ゆり、本名：吉岡百合子、1947年2月25日 - 、岡山県出身） - ギター担当、和服 。立ち位置は向かって右。

名人・初代京山幸枝若の妹。ぼたんの門下。1966年に2、3ヶ月ほど『東文章・華悦子』のコンビで漫才をしていたが、ぼたんに誘われ、1966年よりあやめと交替で加入、後に脱退し歌手に転向を熱望したが復帰。丸顔でボケ役。ばらとは対照的にスローテンポのしゃべくりが特徴。現在は髪を金髪にしている。
- 華らん（はな らん、本名：名沢宏美、1947年 - 、三重県伊勢市出身）- 立ち位置は向かって右。

父は旅回りの一座を組んでいた浪曲師。伊勢市立宮川中学校卒後、姉の夢みどり、姉婿のファンキー夢野、弟の夢洋二らと夢ひろみの名で地方巡業していた。みどり、かおる、みちこの四人で『ザ・ドリーム』を結成し、1968年の新世界新花月で初舞台。1969年に来阪し、その後『ザ・ドリーム』はメンバーが入れ替わったものの活動を続けた。ゆりの産休の助っ人として短期間参加、ゆり復帰後は廃業した。

## 沿革
ぼたんは、ミナミでギター流しをしていたところを『西川ヒノデショウ』のヒノデにスカウトされ、カルテットに加入。『Wヤング』（第一期）は弟弟子に当る。ヒノデとの結婚後は夫婦コンビ『西川ヒノデ・サクラ』（第二期）で活動するが、離婚を期に独立。
『タイヘイトリオ』や『宮川左近ショー』ら、浪曲漫才トリオブームを追って、ばら、あやめを誘って1961年10月に自らのトリオ、フラワーショウを神戸松竹座で旗揚げした。
若干のメンバーチェンジはあったものの、歌謡浪曲を下敷きに新しい音曲漫才の型を確立し、後に続く『ジョウサンズ』、『ちゃっきり娘』らと舞台を永らく賑やかす。1989年のリーダー没後は『フラワーショウ ゆり・ばら』として再出発したが、2006年のばらの死去に伴い消滅。

## レコード
- 女の舞台/幻のブルース（ローオンレコード。「フラワーショー」名義）
  - 後に大西ユカリがカバーした。
- 男のみち/義理のしがらみ（ローオンレコード。「フラワーショー」名義）
  - 「男のみち」は歌：華ゆり、三味線：華ぼたん。「義理のしがらみ」は歌：華ばら。
  - 「男のみち」をA面としたもの、「義理のしがらみ」をA面としたものの2種がある。

## 出演番組
- 上方演芸会
- 道頓堀アワー
- そらゆけ電話と歌謡曲 電話で歌おう（朝日放送ラジオ）
- サカイ引越センター（CM、ゆりのみ）

## 受賞歴
- 上方漫才大賞奨励賞
- 上方お笑い大賞25周年記念特別賞

## 弟子
- 麻里美々 - 麻理奈々（中田ダイマルの娘）の元相方